# 26948 Annasato
26948 Annasato è un asteroide della fascia principale. Scoperto nel 1997, presenta un'orbita caratterizzata da un semiasse maggiore pari a 2,2910476 UA e da un'eccentricità di 0,1257381, inclinata di 7,88795° rispetto all'eclittica.